# Anomalohimalaya lamai
Anomalohimalaya lamai är en fästingart som beskrevs av Hoogstraal, Kaiser och Mitchell 1970. Anomalohimalaya lamai ingår i släktet Anomalohimalaya och familjen hårda fästingar. Inga underarter finns listade i Catalogue of Life.